# Thomas Scott Preston
Thomas Scott Preston (23 de julho de 1824 em Hartford, Connecticut – 4 de novembro de 1891 na cidade de Nova Iorque) foi um vigário-geral católico romano de Nova York, protonotário apostólico, chanceler, autor, pregador e administrador

## Vida
Thomas Preston nasceu em Hartford, Connecticut, em 23 de julho de 1824. Sua família era episcopal. Ele se formou em 1843 no Washington (mais tarde Trinity) College, em Hartford.  Estudou no Protestant Episcopal Theological Seminary, localizado na Ninth Avenue e Twentieth Street, em Nova York, onde foi reconhecido como o líder do partido High Church.  Preston se formou em 1846, foi ordenado diácono e serviu nessa posição na Trinity Church, na Igreja da Anunciação na West Fourteenth Street e em Holy Innocents, West Point.
Em 1847 ele foi ordenado presbítero pelo Bispo Delancey de Western New York, seu próprio bispo recusando-se a promovê-lo a esta ordem por causa de suas visões ritualísticas.  Ele agora serviu por algum tempo na St. Luke's, Hudson Street, Nova York,  ouvindo confissões e pedindo a sagrada comunhão frequente.
Um estudante da história primitiva da Igreja Cristã e dos Pais da Igreja, ele gradualmente começou a sentir que a teoria da ramificação era insustentável. Em uma mudança de convicção pessoal, ele foi recebido na Igreja Católica em 14 de novembro de 1849. Ele entrou no Seminário St. Joseph em Fordham para completar seus estudos e no outono de 1850 foi ordenado sacerdote pelo Rt. Rev. John McCloskey, então bispo de Albany. O Padre Preston foi designado para o serviço na velha catedral em Mott St. 
Em 1851 ele foi nomeado pastor de St. Mary's em Yonkers com missões externas em Dobbs Ferry e Tarrytown. O Padre Preston procurou erigir uma igreja missionária para a porção de Tarrytown de sua congregação. Apesar da oposição de moradores proeminentes da área, no final de 1851 ele comprou um terreno na Rua De Peyster, onde hoje fica a Igreja de Santa Teresa.  A igreja serviu à crescente comunidade católica de imigrantes que vieram para construir a ferrovia do Rio Hudson.  Em 1853, foram criadas as dioceses de Brooklyn e Newark. Funcionários da Arquidiocese de Nova York foram enviados para administrar essas dioceses, e o Arcebispo Hughes ficou sem um chanceler ou secretário. Preston foi chamado de volta de Yonkers para assumir essas posições.  Ele foi nomeado pastor da Igreja de St. Ann's em Eighth St. em 1862, e foi promovido em 1872 a vigário-geral. Ele era um firme defensor do sistema escolar paroquial.  Ele foi nomeado Monsenhor em 1881. Durante a ausência do Arcebispo Corrigan em 1890, ele foi administrador da diocese.
Ele fundou e dirigiu por muitos anos as Irmãs da Divina Compaixão. Suas conferências do Advento e da Quaresma atraíram ouvintes de todas as partes da cidade.

## Trabalho
Suas obras são:
- "Reason and Revelation" (New York, 1868);
- "The Divine Paraclete" (1879);
- "Ark of the Covenant" (1860);
- "The Divine Sanctuary" (1887);
- "Gethsemani (1887);
- "The Sacred Year" (1885);
- "Vicar of Christ" (1878);
- "The Protestant Reformation" (1879);
- "Protestantism and the Church" (1882);
- "Protestantism and the Bible" (1888);
- "Christian Unity" (1881);
- "The Watch on Calvary" (1885);
- "Christ and the Church" (1870);
- "God and Reason" (1884);
- "Devotion to the Sacred Heart";
- "The Life of St Mary Magdalene or the Path of Penitence" (1863).